# Palácio de las Dueñas
O Palácio Las Dueñas é uma construção de estilo gótico-renascentista situado numa propriedade de 1 900 metros quadrados pertencente à Casa de Alba. Foi construído entre os séculos XV e XVI e está situado na cidade de Sevilha, na Espanha, sendo a residência oficial do Duque de Alba nesta cidade. Desde março de 2016 uma parte do palácio foi transformada em museu, que está aberto para visitação pública guiada.

## História
Construído entre os séculos XV e XVI, seu nome remete ao mosteiro de Santa María de las Dueñas. Sua origem foi a casa-palácio dos Piñeda, senhores de Casabermeja, que constituíam uma das linhagens do patriciado de Sevilha. Posteriormente a propriedade foi herdada por Fernando Enríquez de Ribera, 2.º Marquês de Villanueva del Río, pai de Antonia Enríquez de Ribera, que se casou em 1612 com Fernando Álvarez de Toledo, futuro 6.º Duque de Alba. Desde então o Palácio Las Dueñas pertence à Casa de Alba.
Um dos seus visitante mais ilustres foi a rainha Vitória Eugénia da Espanha.
O palácio era a residência favorita da duquesa Cayetana de Alba (1926–2014), que passou ali os últimos meses de sua vida. Em março de 2016 uma parte do palácio foi transformada em museu, que está aberto para visitação pública guiada.

### O museu
Entre os espaços abertos ao público, está o Salón de Carteles, onde estão expostas lembranças das Festas da Primavera de Sevilla e Jerez que datam do século XIX. A capela, os pátios e a sala de leitura também estão abertos à visitação. Nos locais abertos para visitação, cerca de 600 obras, entre as quais esculturas romanas, tapetes e jarros flamencos, e pinturas como a Epifania de Luca Giordano e a Santa Catarina Entre Santos de Neri di Bicci podem ser observadas.

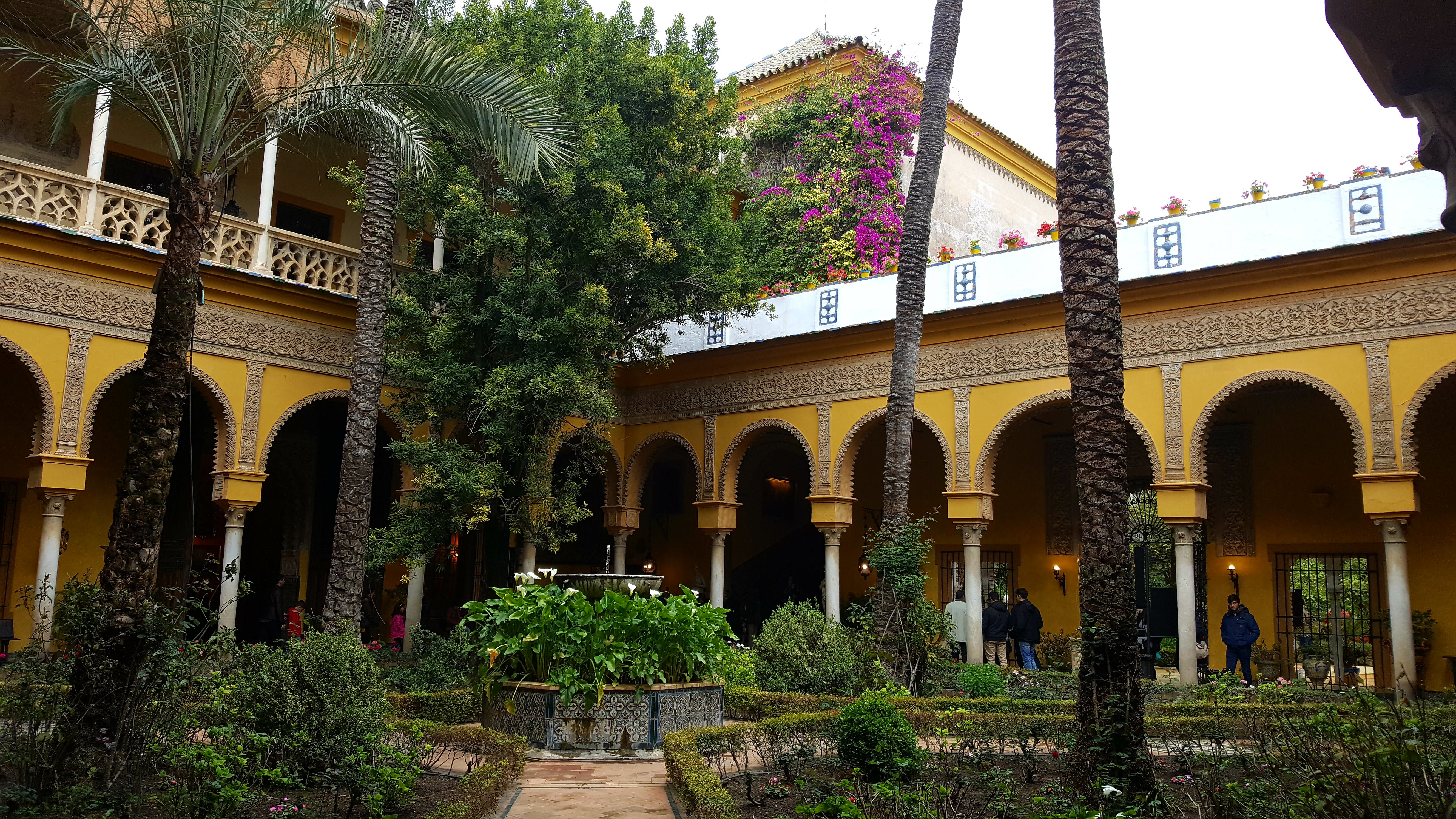
Pátio principal